# Plumbo
Plumbo ist eine Folk-Rock-Band aus dem südnorwegischen Sande.

## Geschichte
Bereits 1997 wurde die Band gegründet und spielte als Liveband in den Clubs in Norwegen. 2002 nahmen sie ihr erstes Album Full åpning auf, das aber ebenso wie Album Nummer zwei På vei til Harryland! weitere fünf Jahre später keinen großen Eindruck hinterließ. Der Durchbruch kam in veränderter Besetzung: Sänger Lars Erik Blokkhus und Bassist Tommy Elstad waren geblieben und mit Hasse Rønningen als Schlagzeuger und als Ergänzung Glenn Hauger mit Flöte und Akkordeon anstelle eines Keyboarders hatten sie sich neu aufgestellt. Das dritte Album Råkk'n Råll Harry und besonders der Song Møkkamann mit dem markanten Flötenspiel brachte den Erfolg. Im Sommer 2011 erreichte das Album Platz 11 und das Lied die Top Ten der norwegischen Charts.
Ende 2011 wurde bekannt, dass Plumbo beim Vorentscheid zum Eurovision Song Contest antreten werden. Am 14. Januar 2012 wurde das Lied Møkkamann beim Spellemannprisen zum Lied des Jahres gewählt. Bei der Preisverleihung machte Sänger Lars Erik Blokkhus eine unglückliche Bemerkung über Mokkamänner über das dunkelhäutigen Duo Madcon, das der Band den Preis überreichte, für die er sich hinterher mehrfach entschuldigen musste. Daraufhin wurde ihre Disqualifikation für den Melodi Grand Prix gefordert, sie durften dennoch antreten und wurden als Favoriten gehandelt. Ende Januar gewannen sie ihre Vorrunde. Außerdem kehrte ihr Song Møkkamann in die Charts zurück und schaffte sogar den Sprung an die Spitze, es wurde mit Doppel-Platin ausgezeichnet. Ihr selbstgeschriebener Grand-Prix-Beitrag Ola Nordmann kam gleichzeitig auch in die Top 10.
Am 30. Juni 2024 verstarb Tor Erik „Elg“ Knudsen, der Schlagzeuger der Band.

## Diskografie

### Alben
- Full åpning (2002)
- På vei til Harryland! (2007)
- Råkk’n Råll Harry (2010)
- Møkkamenn Live (2011)
- Kom som dæ sjæl (2014)

### Singles
- Kong Alkohol (2009, NO: Gold)
- Møkkamann (2010)
- Nå gir vi jernet (2011)
- Rådebank (2012, NO: Platin)
- Ola Nordmann (2012)
- I ei havn (2014, NO: Gold)
- Gamle Harrymann (2014, NO: Gold)
- Ting på gli (2015, NO: Gold)
- En siste gang (mit Staysman & Lazz, 2017)
- Tennplugg (2017, NO: Gold)
- Det største jeg har (2017, NO: Gold)
- Digger deg (feta. Katastrofe, 2018, NO: Gold)
- Ta Meg (2019, NO: Gold)
- Ja vi elsker (2020, NO: Gold)
- Porsche Cayenne (2020, NO: Gold)
- Viddas Himmelblå (2021, NO: Gold)
- Gutta (2022, Ole Hartz feat. Plumbo, NO: Gold)

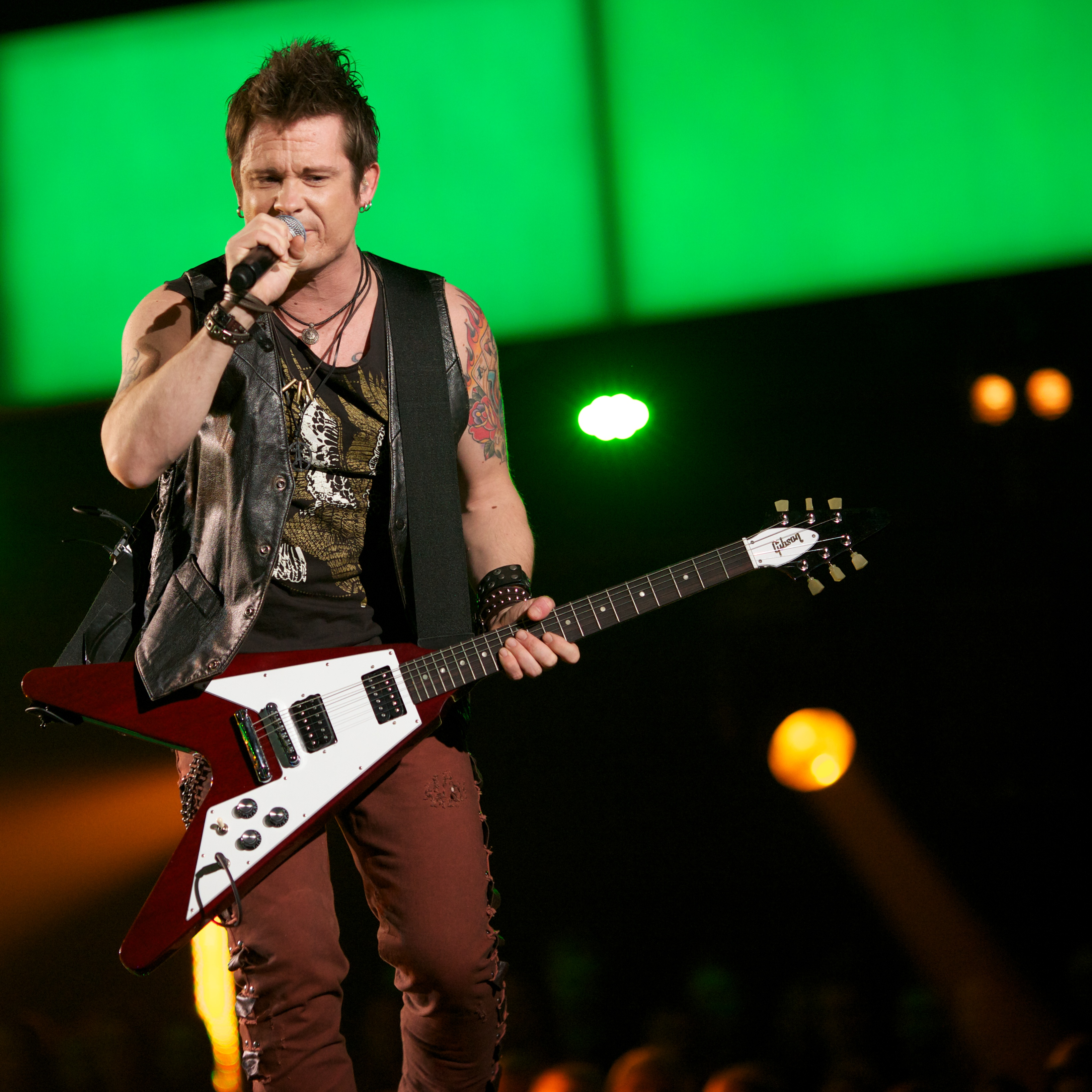
Lars Erik Blokkhus (MGP 2012)